# Літнє сонцестояння

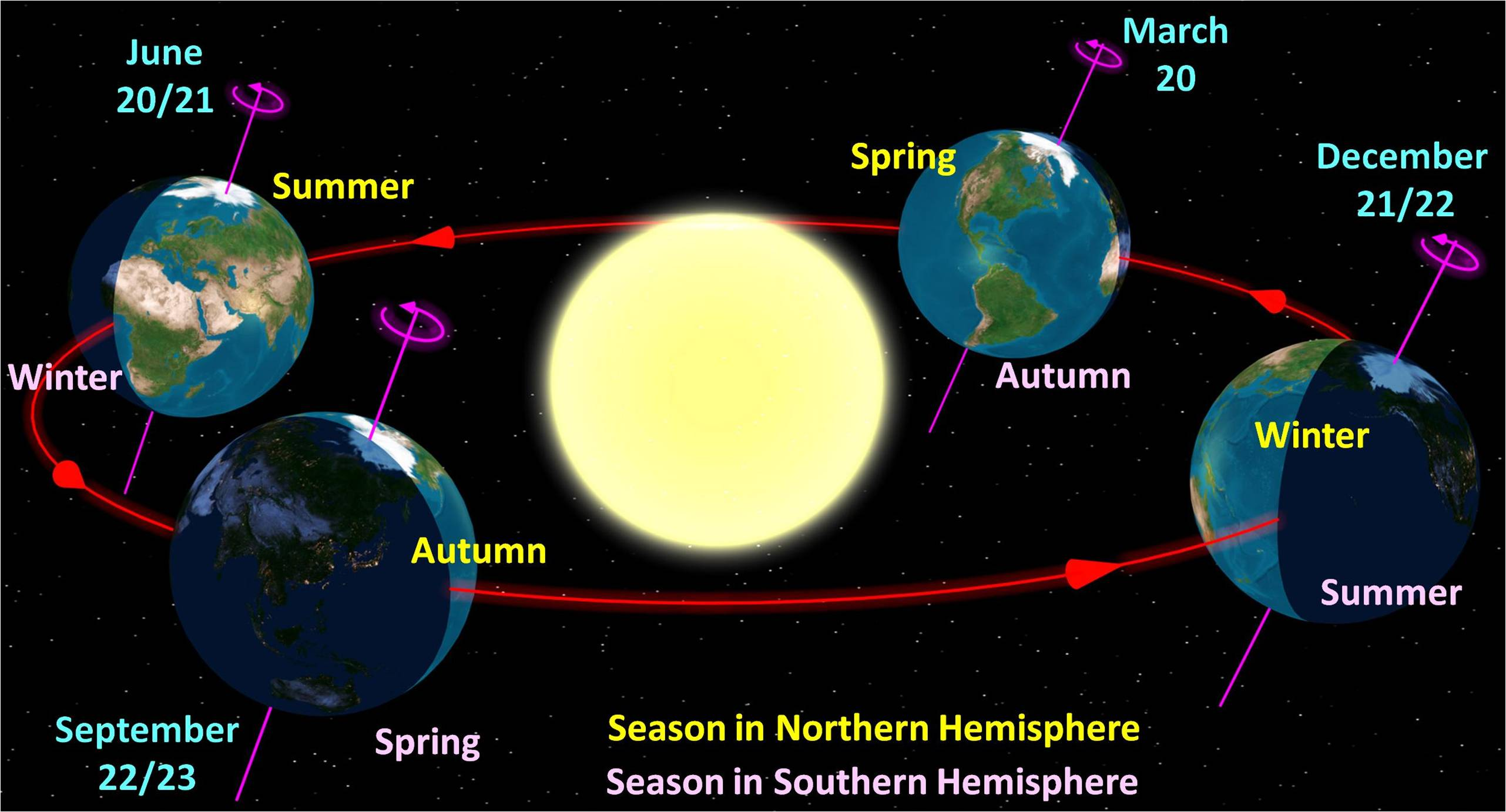
Діаграма сезонів в північній півкулі Землі. Ліве верхнє положення: літнє сонцестояння.

| Дати та час сонцестояння і рівнодення по UTC-0 | Дати та час сонцестояння і рівнодення по UTC-0 | Дати та час сонцестояння і рівнодення по UTC-0 | Дати та час сонцестояння і рівнодення по UTC-0 | Дати та час сонцестояння і рівнодення по UTC-0 | Дати та час сонцестояння і рівнодення по UTC-0 | Дати та час сонцестояння і рівнодення по UTC-0 | Дати та час сонцестояння і рівнодення по UTC-0 | Дати та час сонцестояння і рівнодення по UTC-0 |
| рік                                            | Рівнодення Березень                            | Рівнодення Березень                            | Сонцестояння Червень                           | Сонцестояння Червень                           | Рівнодення Вересень                            | Рівнодення Вересень                            | Сонцестояння Грудень                           | Сонцестояння Грудень                           |
| рік                                            | день                                           | час                                            | день                                           | час                                            | день                                           | час                                            | день                                           | час                                            |
| ---------------------------------------------- | ---------------------------------------------- | ---------------------------------------------- | ---------------------------------------------- | ---------------------------------------------- | ---------------------------------------------- | ---------------------------------------------- | ---------------------------------------------- | ---------------------------------------------- |
| 2010                                           | 20                                             | 17:32                                          | 21                                             | 11:28                                          | 23                                             | 03:09                                          | 21                                             | 23:38                                          |
| 2011                                           | 20                                             | 23:21                                          | 21                                             | 17:16                                          | 23                                             | 09:04                                          | 22                                             | 05:30                                          |
| 2012                                           | 20                                             | 05:14                                          | 20                                             | 23:09                                          | 22                                             | 14:49                                          | 21                                             | 11:12                                          |
| 2013                                           | 20                                             | 11:02                                          | 21                                             | 05:04                                          | 22                                             | 20:44                                          | 21                                             | 17:11                                          |
| 2014                                           | 20                                             | 16:57                                          | 21                                             | 10:51                                          | 23                                             | 02:29                                          | 21                                             | 23:03                                          |
| 2015                                           | 20                                             | 22:45                                          | 21                                             | 16:38                                          | 23                                             | 08:20                                          | 22                                             | 04:48                                          |
| 2016                                           | 20                                             | 04:30                                          | 20                                             | 22:34                                          | 22                                             | 14:21                                          | 21                                             | 10:44                                          |
| 2017                                           | 20                                             | 10:28                                          | 21                                             | 04:24                                          | 22                                             | 20:02                                          | 21                                             | 16:28                                          |
| 2018                                           | 20                                             | 16:15                                          | 21                                             | 10:07                                          | 23                                             | 01:54                                          | 21                                             | 22:23                                          |
| 2019                                           | 20                                             | 21:58                                          | 21                                             | 15:54                                          | 23                                             | 07:50                                          | 22                                             | 04:19                                          |
| 2020                                           | 20                                             | 03:50                                          | 20                                             | 21:44                                          | 22                                             | 13:31                                          | 21                                             | 10:02                                          |
| 2021                                           | 20                                             | 09:37:27                                       | 21                                             | 03:32:08                                       | 22                                             | 19:21:03                                       | 21                                             | 15:59:16                                       |
| 2022                                           | 20                                             | 15:33:23                                       | 21                                             | 09:13:49                                       | 23                                             | 01:03:40                                       | 21                                             | 21:48:10                                       |
| 2023                                           | 20                                             | 21:24:24                                       | 21                                             | 14:57:47                                       | 23                                             | 06:49:56                                       | 22                                             | 03:27:19                                       |
| 2024                                           | 20                                             | 03:06:21                                       | 20                                             | 20:50:56                                       | 22                                             | 12:43:36                                       | 21                                             | 09:20:30                                       |
| 2025                                           | 20                                             | 09:01:25                                       | 21                                             | 02:42:11                                       | 22                                             | 18:19:16                                       | 21                                             | 15:03:01                                       |

Літнє сонцестояння — момент, коли нахил осі обертання Землі у напрямку на Сонце набуває найбільшого значення.
Більш очевидно для жителів високих широт те, що літнє сонцестояння припадає на найдовший день і найкоротшу ніч у році, коли висота підйому Сонця на небосхилі є найвищою. Оскільки літнє сонцестояння триває лише короткий момент часу, то для дня, коли відбувається літнє сонцестояння, використовують інші назви, наприклад: «середина літа», «найдовший день» або «перший день літа».
У залежності від зсуву календаря, літнє сонцестояння відбувається 20, 21 чи 22 червня в Північній півкулі та 21 чи 22 грудня у Південній півкулі.

## У культурі
Свято літнього сонцестояння широко святкується різними народами. У слов'ян свято відоме як Івана Купала, у фінів-інгерманландців — Юганнус, у латишів — Ліго.
У інших народів
- Європа
  - Свято Голoвaн (Корнуолл)
  - Jaanipäev (Естонія)
  - Jāņi (Латвія)
  - Joninės (Литва)
  - Jónsmessa (Ісландія)
  - Juhannus (Фінляндія)
  - Шен Г’їні–Шен Г’йоні, Феста е Малі/Б’єшкес, Феста е Блегторіс, тощо (Албанці)
  - Літнє сонцестояння в Стоунхенджі Велика Британія

- Тіреган (Іран)

- Xiazhi (Китай)

- Yhyakh (Якутія)